# Mouhamed Mbaye
Mouhamed Mbaye est un footballeur sénégalais, né le 13 octobre 1997. Il évolue au poste de gardien de but au Varzim SC.

## Biographie

### En club
Le 20 juillet 2020, il joue son premier match en première division portugaise, lors de la réception du Moreirense FC. Son équipe s'impose sur le large score de 6-1.
Le 1er décembre 2020, il fait ses débuts en Ligue des champions, lors de la réception du club anglais de Manchester City. La rencontre se solde par un score nul et vierge.

### En équipe nationale
Avec les moins de 20 ans, il participe à la Coupe du monde des moins de 20 ans en 2017. Lors du mondial junior organisé en Corée du Sud, il officie comme titulaire et joue quatre matchs. Le Sénégal s'incline en huitièmes de finale face au Mexique.
Avec les moins de 23 ans, il dispute la Coupe d'Afrique des nations des moins de 23 ans 2015. Lors de cette compétition qui se déroule dans son pays natal, il doit se contenter du banc des remplaçants. Le Sénégal se classe quatrième du tournoi, en étant battu par l'Afrique du Sud lors de la "petite finale". Le Sénégal rate ainsi de peu la qualification pour les Jeux olympiques d'été de 2016.

## Palmarès

### En club
FC Porto
- Championnat du Portugal (1) :
  - Champion : 2019-20.